# مارکو سالا
مارکو سالا (به ایتالیایی: Marco Sala) بازیکن فوتبال اهل ایتالیا بود که در سال ۱۹۱۲ میلادی در ۱ بازی برای تیم ملی فوتبال ایتالیا به میدان رفت.
سالا سابقه بازی در تیمهای میلان و اینتر 
 را داشت.